# Marc Warren
Marc Warren (* 20. března 1967) je anglický herec.
Jeho pravděpodobně nejznámější rolí je postava Dannyho Bluea v TV seriálu Britské BBC Podfukáři. Dále hrál například ve filmu Wanted nebo v seriálu Bratrstvo neohrožených. V seriálu Jonathan Strange & pan Norrell (minisérie) ztvárnil postavu Gentlemana.